# 김현수 (화가)
김현수(金 賢洙)는 경기도평택군 서탄면 금각리에서 1950년 출생으로, 서양화가이다. 송탄시 사단법인 한국미술협회 송탄시지부 초대지부장을 역임했고, 96년 한 스님를 만나 원융사에 입산하여 환해(幻解)라는 승가명으로 생활하다 절에서 나와 강원도 정선오지에서 토굴생활을 하면서 "이 모든것이 무엇이란 말인가?"란 화두에 걸려 17년간 토굴생활을 하다, 현재 경기도 양평에서 창작 작업중이며 아호는 "한해"이다.